# Arba (geslacht)
Arba is een kevergeslacht uit de familie van de boktorren (Cerambycidae). De wetenschappelijke naam van het geslacht werd voor het eerst geldig gepubliceerd in 1977 door Quentin & Villiers.

## Soorten
Arba is monotypisch en omvat slechts de volgende soort:
- Arba erlangeri (Lameere, 1903)